# Dvärgtrådklubba
Dvärgtrådklubba (Typhula micans) är en svampart som först beskrevs av Christiaan Hendrik Persoon, och fick sitt nu gällande namn av Berthier 1976. Dvärgtrådklubba ingår i släktet Typhula och familjen trådklubbor.  Arten är reproducerande i Sverige. Inga underarter finns listade i Catalogue of Life.